# Centre de vacances naturiste
Pour les articles homonymes, voir naturiste et Centre de vacances.
Centre de vacances naturiste est l'expression pour désigner les hébergements de tourisme naturiste commerciaux accueillant les naturistes, par opposition aux « clubs naturistes » qui sont des associations. Elle est utilisée notamment par des fédérations de naturisme.

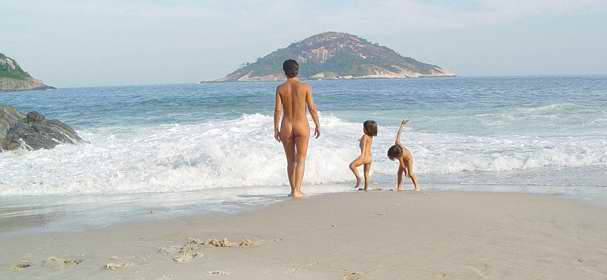
Famille naturiste sur la Plage de Abricó, Brésil

Ces hébergements peuvent être des campings, de l'hôtellerie de plein air, des résidences de tourisme, ou des villages de vacances. La particularité de ces centres de vacances est que les occupants partagent le mode de vie naturiste, défini par une charte. 
Les formules « club », « resort », « écovillage », « naturiste » (et « FKK »), « tourisme et handicap », « tout inclus » (all inclusive), d'« hôtellerie » et de pension peuvent être associées à leur nom.

## Définition et charte du naturisme
Le naturisme est défini par le Congrès de la Fédération Internationale de Naturisme en 1974 : « Le naturisme est une manière de vivre en harmonie avec la nature, caractérisée par une pratique de la nudité en commun qui a pour conséquence de favoriser le respect de soi-même, le respect des autres et celui de l'environnement. »

### En France
En France, les membres de la Fédération des espaces naturistes s'engagent à respecter certains principes dont :
- Permettre et favoriser la pratique du naturisme.
- Informer et accompagner les personnes dans leur découverte du naturisme.
- Assurer la tranquillité des vacanciers en proposant l'organisation des activités sportives ou culturelles, mais aussi en les protégeant de comportements tels que le voyeurisme ou l'exhibitionnisme, notamment le public plus jeune.
- Assurer un rôle d'information sur la pratique naturiste, les différents organismes existant au niveau national et international.
- Assurer le respect de l'environnement et favoriser une gestion plus écologique des ressources à disposition.
- Assurer la promotion des sites touristiques et culturels environnants.

## Types d'hébergement et services

### Hôtellerie et pension
Certains villages proposent des services hôteliers, comprise ou optionnels tels que : 
- la fourniture de draps (comprise, en location ou vente) ou les « lits fait à l'arrivée »
- la fourniture de linge de maison (compris, en location ou vente)
- le ménage ou le kit pour le ménage
- les repas au restaurant (en pension ou demi-pension)

### Club
La mention « Club » indique que des équipes d'animateurs proposent des loisirs artistiques (spectacles, soirées dansantes…), culturels (visite de monuments, de parcs naturels…) ou sportifs (randonnées, remise en forme, tournois…) aux naturistes accueillis :
Ils peuvent être dotés de piscines, de restaurants, de commerces…

### Spa
La mention « Spa » est un terme générique qui indique que l'établissement propose une ou plusieurs formules de soin, grâce à la présence d'une station thermale, d'un centre de remise en forme ou de thalassothérapie…

### Baignade naturiste
Les centres de vacances naturistes offrent diverses possibilités de baignade naturiste en rivière, lac, plan d'eau artificiel, en mer et piscine, selon leur situation. Il arrive que des centres de vacances non naturistes offrent des possibilités de baignade nue.

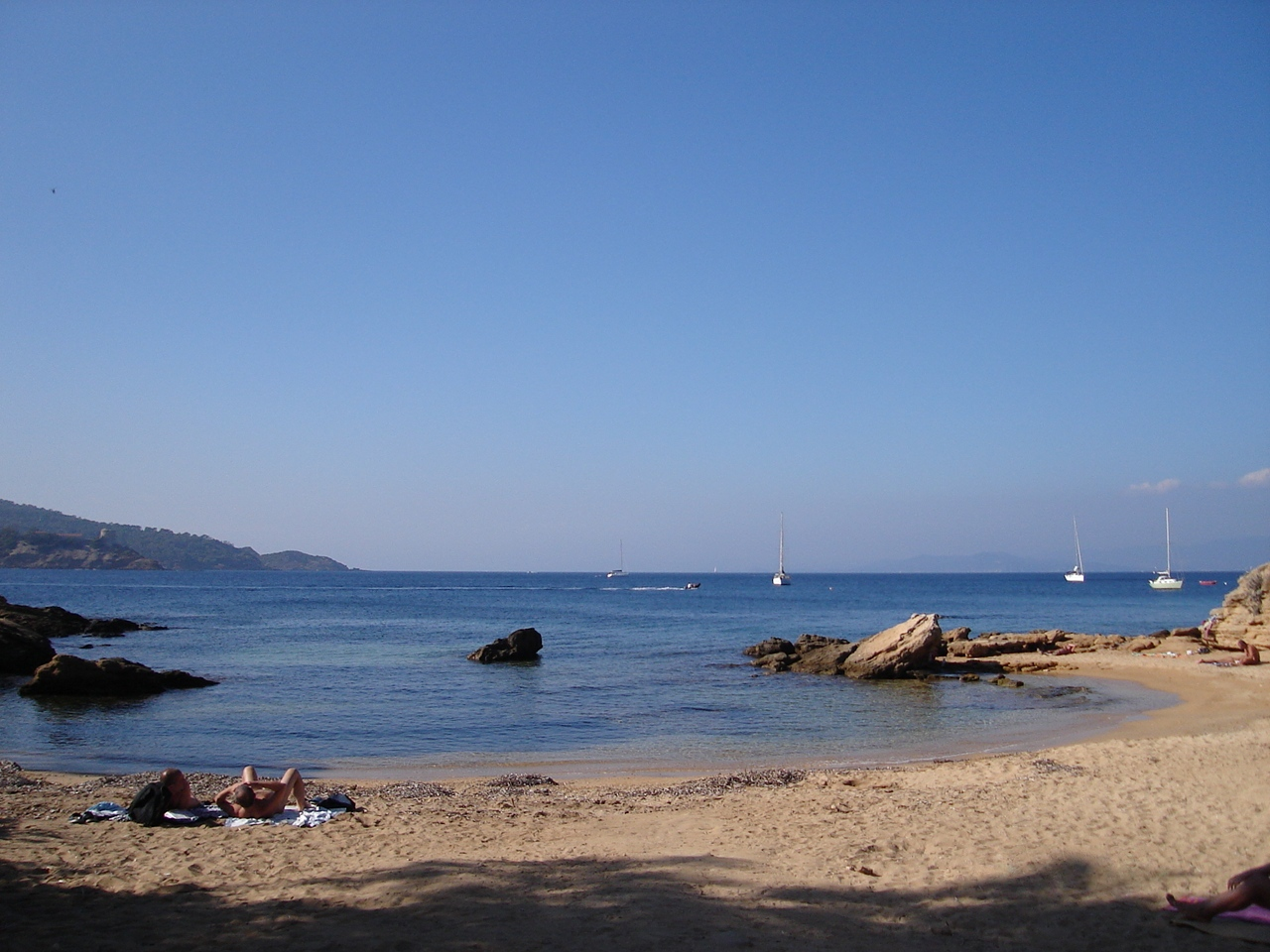
Plage d'Héliopolis à l'île du Levant
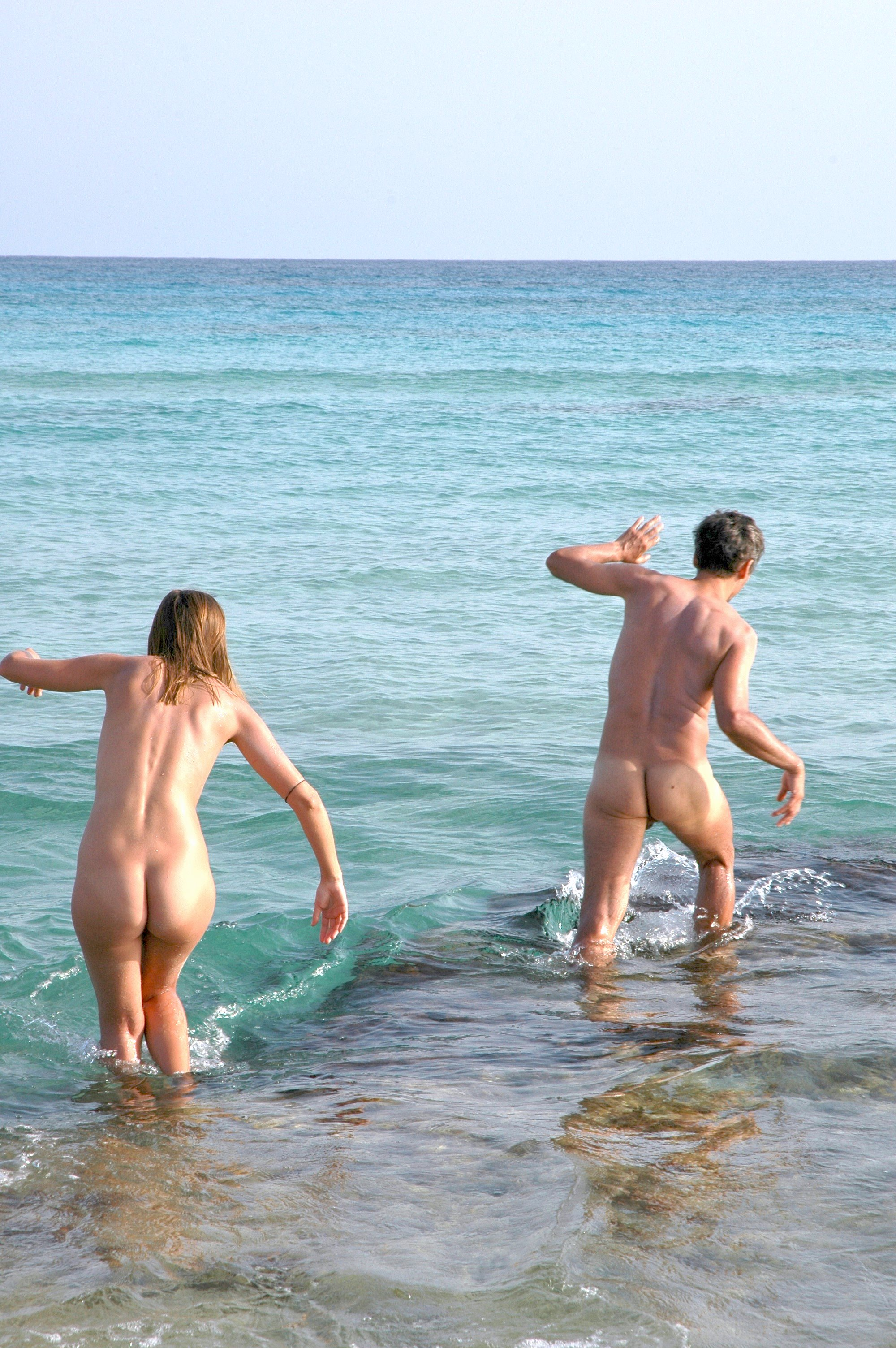
Baignade Naturiste

## Promotion
Dans certains pays, les centres de vacances naturistes peuvent obtenir du ministère du tourisme, un classement généralement en étoiles ou catégories, au même titre que les hébergements touristiques classiques.
Sous certaines conditions, les fédérations nationales de naturisme peuvent accorder leur logo aux centres de vacances.

## En Europe

### France
La France est le pays au monde le mieux équipé en matière de centres de vacances naturistes et 60 % des 2 millions de touristes naturistes sont des étrangers (principalement Néerlandais, Allemands, Belges et Anglais). 
Certains vacanciers ne séjournent pas dans les centres naturistes mais profitent des plages naturistes.
Le naturisme en France représente 20 000 emplacements, soit quelque 60 000 lits pour plus de 5 millions de nuitées par an. L'ensemble du pôle naturiste génère plus de 3 000 emplois directs et indirects. Le tourisme naturiste rapporte près de 106 715 000 € au tourisme français. En tenant compte de la moyenne nationale, le chiffre d'affaires global généré par le naturisme est estimé à 253 252 000 €.
À eux seuls, les 32 sites France Espace Naturistes accueillent près d'un million de naturistes, générant près de 75 000 000 € de chiffre d'affaires et 2 000 emplois durant la période estivale. L'offre est de 14 000 emplacements tout habitat confondu, soit quelque 42 000 lits.
Exemples de centres de vacances :
1. Domaine Naturiste d'Héliopolis, sur l'Île du Levant (Hyères dans le Var), ouvert en 1931
2. CHM-Montalivet (Vendays-Montalivet, en Gironde), ouvert en 1950, est le plus ancien camping naturiste d'Europe ;
3. Euronat (Grayan-et-l'Hôpital en Gironde), ouvert en 1975, est le plus grand Centre de vacances naturistes en Europe ;
4. Le Clapotis (La Palme dans l'Aude)
5. Quartier naturiste de Port Leucate (Aude) est constitué d'un ensemble de 8 résidences et d'un camping
6. Domaine de La Genèse  (Méjannes-le-Clap dans le Gard)

### Luxembourg
Depuis 1980, le naturisme officiel existe aussi au Grand-Duché de Luxembourg. En effet, le vendredi 20 février 1981, Guy Van Hulle et Rita Braun avaient invité via des articles publiés dans différents quotidiens luxembourgeois à une assemblée constitutive afin de créer une association naturiste. En présence d’une cinquantaine de personnes intéressés, l’association « Les Naturistes Luxembourgeois » asbl fut officiellement créée. Seulement quelques mois plus tard, le 15 novembre 1981, les statuts furent déposés au Registre de Commerce et des Sociétés. La même année, l’association fut reconnue par la Fédération Naturiste Internationale (INF/FNI).
En 1987, l’association disposait des fonds nécessaires pour acquérir son propre terrain de récréation naturiste de presque 4 ha situé à deux pas de la ville de Luxembourg. L’association a une forte orientation familiale, mais accepte aussi les personnes seules en tant que membre. 
En 1994, pour mieux refléter l'idée que les membres se faisaient du naturisme, le nom de l’association a été changé en « Sports et Loisirs Naturistes, Luxembourg, asbl. » (SLNL)